# 阿特马尔
阿特马尔（法語：Artemare，法語發音：[aʁtəmaʁ]）是法国东部安省的一个市镇，属于贝莱区。

## 地理
阿特马尔（45°52'28"N, 5°41'34"E）面积3.75 平方千米，位于法国奥弗涅-罗讷-阿尔卑斯大区安省，该省份为法国东部省份，北起汝拉省，西北接索恩-卢瓦尔省，西接罗讷省和里昂大都会，南至伊泽尔省，东与萨瓦省、上萨瓦省和瑞士接壤。
与阿特马尔接壤的市镇（或旧市镇、城区）包括：塞泽里约、圣马丹德巴韦勒、塔利雪、塞朗河畔瓦尔罗梅。

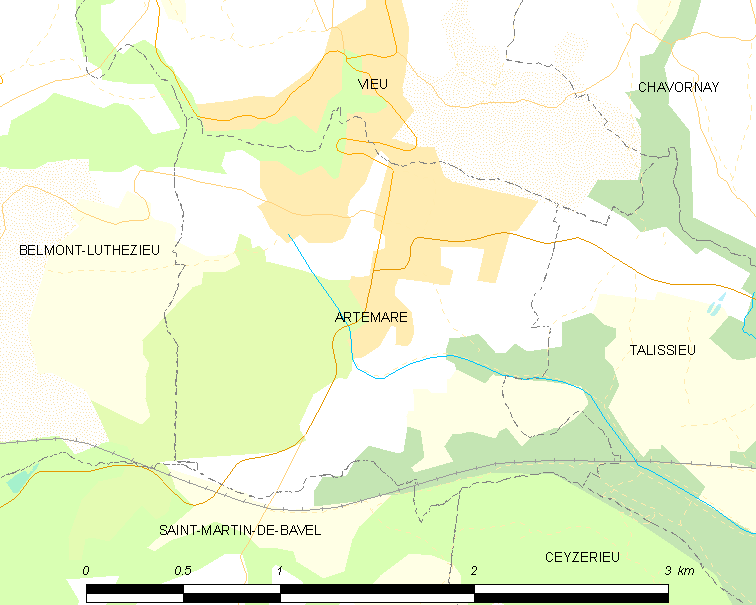
阿特马尔的OSM定位图

阿特马尔的时区为UTC+01:00、UTC+02:00（夏令时）。

## 行政
阿特马尔的邮政编码为01510，INSEE市镇编码为01022。

## 政治
阿特马尔所属的省级选区为普拉托多特维尔县。

## 人口

1962-2008年间阿特马尔人口变化图示

阿特马尔于2022年1月1日时的人口数量为1141人。